# Teluroides clypealis
Teluroides clypealis är en skalbaggsart som beskrevs av Lea 1919. Teluroides clypealis ingår i släktet Teluroides och familjen Melolonthidae. Inga underarter finns listade i Catalogue of Life.